# Lendlease
Lendlease — многонациональная строительная компания и компания по недвижимости со штаб-квартирой в Барангару, Новый Южный Уэльс, Австралия.

## История
В 1999 году подразделение корпорации Actus по управлению строительством и техническим услугам Milcon было приобретено для создания Actus Lendlease, дополнив бизнес специалистами из «Lendlease Design» и «Lendlease Development».
Глобальная пандемия COVID-19 привела к срочному закрытию сайтов в начале 2020-х годов, что привело к снижению прибыли компании. В феврале 2022 года «Lendlease» сообщила об убытке прибыли за первое полугодие в размере 264 миллионов долларов, который она объяснила расходами потраченные на реструктуризации а также проблемами с COVID-19 и продажей активов. Компания сократила у себя около 360 рабочих мест но получила экономию в размере 160 миллионов долларов. Улучшение второй половины финансового года привело к тому, что компания сообщила о совокупном убытке в размере 99 миллионов долларов за весь год после списания существующих операций в размере 333 миллионов долларов, снижения EBITDA на 61 % до 18 миллионов долларов и падения доходов от строительства на 24 % до 131 миллиона долларов.